# Centro cívico Plötzensee

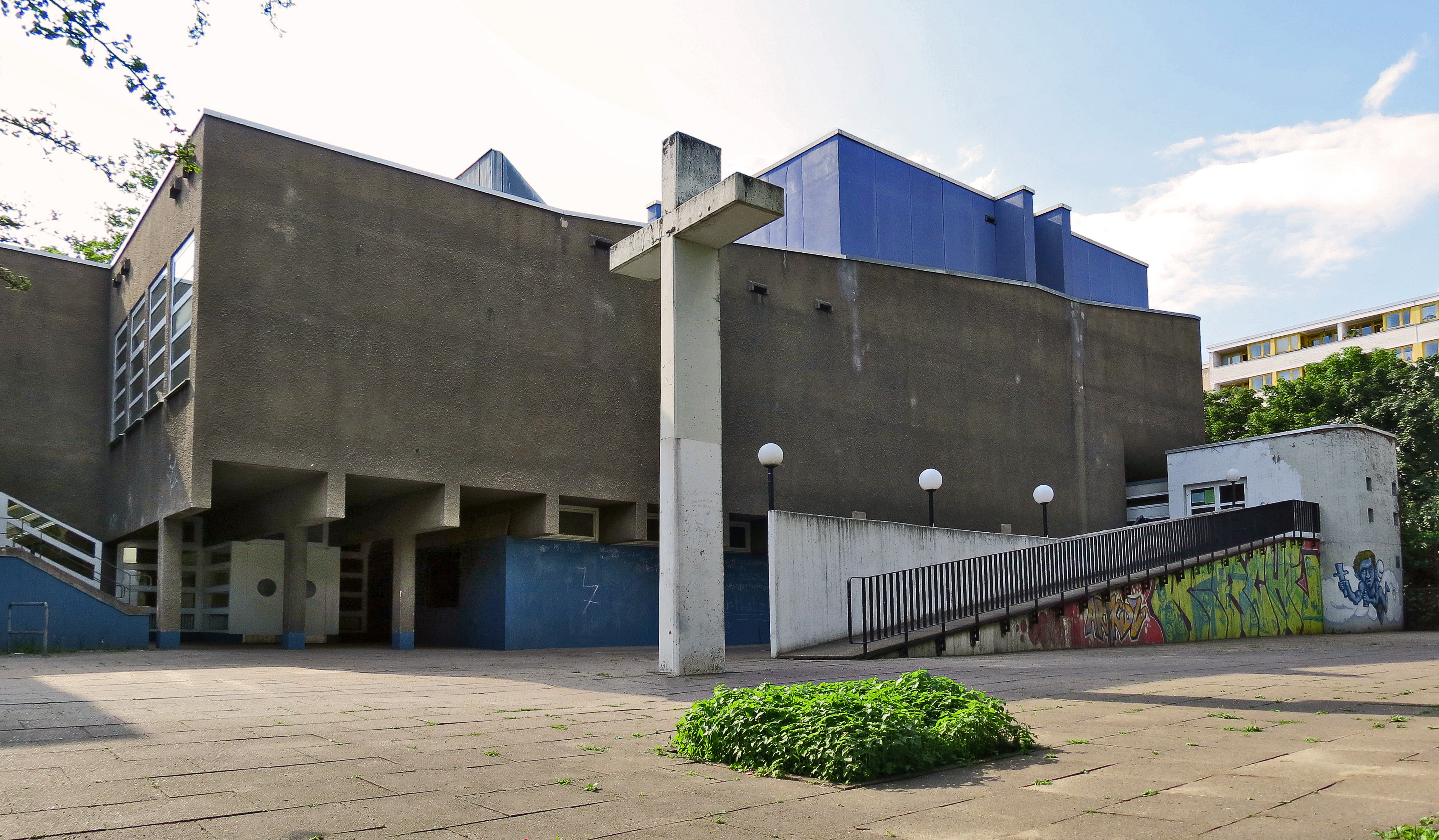
Imagen Del Centro Comunitario De Plötzensee

El centro cívico Plötzensee es un centro de la evangélico en Berlín en el barrio Charlottenburg. En 1970 fue iniciado como segundo emplazamiento evangélico en este barrio. Por su cercanía a centro de conmemoración Berlin-Plötzensee esta iglesia fue organizada a la memoria de las víctimas del Nazismo. La acuñación de este espacio se debe al artista vienés Alfred Hrdlicka y su Plötzenseer Totentanz.

## Construcción y arquitectura
El centro cívico fue construido entre 1968 hasta 1970 para los moradores del nuevo barrio Paul-Hertz-Siedlung. Los planos fueron hechos por los arquitectos Gerd Neumann, Dietmar Grötzebach y Günther Plessow. El conjunto incluye una iglesia, una guardería, lugar para reuniones de los moradores, un club juvenil, viviendas y oficinas. 
La iglesia fue planeada desde un principio como iglesia de la memoria. Alfred Hrdlicka creó el Plötzenseer Totentanz para ella. En 16 pizarras plasma Hrdlicka el motivo medieval de los bailes de los muertos para remitir la amenaza del hombre actual y de los pueblos referente a la violencia, poder y arbitrariedad.
En la arquitectura se encuentran ideas reformistas de la iglesia de los años 60: los bancos están colocados en forma cuadrada alrededor del altar, de esta manera los moradores deben verse como una mancomunidad y de igual manera ser incluidos en la misa. Por el otro lado también debe transmitir una referencia a las cárceles de Plötzenseer: la iglesia no tiene ventanas, lo que recuerda a una celda. Solo desde el techo alumbra al altar.

## Concilio ecuménico del trabajo a la memoria
Teniendo a la iglesia católica a la memoria Maria Regina Martyrum y el convento carmelino Regina Martyrum como vecinos, el trabajo en conjunto a la memoria es bastante unido. El mayor evento a la memoria de esta cooperación ecuménica son los Días Ecuménicos de Plötzensee. Desde el verano del 2009 se formó un espacio para el centro ecuménico Plötzenseer de cristianos y resistencia.